# 比古姆甘傑烏帕齊拉
比古姆甘傑乌帕齐拉是孟加拉国諾阿卡利縣的一个乌帕齐拉，位於吉大港专区的諾阿卡利縣。。

## 人口
據1991年孟加拉國人口普查，比古姆甘傑共有戶數118,361戶，人口676168人。其中男性佔比49.20%，女性佔比50.80%；成年人口313,911人。該地7歲以上人口之平均識字率44.4%。